# Staustufe Deizisau
Die Staustufe Deizisau ist die oberste Flussstaustufe am Neckar in Deizisau im Landkreis Esslingen in Baden-Württemberg. Die Staustufe besteht in Fließrichtung aus einer Schleuse am linken Ufer und einem Wehr auf der rechten Seite. Die Schleuse wird von der Leitzentrale in Untertürkheim fernbedient. Es ist die einzige Neckarschleuse mit nur einer Kammer. Das Ausbauende des Flusses befindet sich zwei Kilometer weiter oberhalb in Plochingen. Das Wasserkraftwerk Deizisau hat zwei Kaplan-Rohr-Turbinen, von denen eine in das Oberwasser zurückpumpen kann.

## Lage
Die Staustufe Deizisau ist vom Rhein aus gesehen die 27. und letzte Anlage. Sie befindet sich in unmittelbarer Nähe des Kraftwerkskanals nach Altbach und des Hafens der Stadt Plochingen, zu dessen Erreichbarkeit sie errichtet wurde.